# Cinecastro
Cine Castro foi um estúdio de dublagem brasileiro, com sedes em São Paulo e no Rio de Janeiro.
Fundado por volta de 1959, localizava-se no bairro de  Humaitá, na cidade do  Rio de Janeiro. Fundado por Aluísio Leite Garcia, tinha Carla Civelli como diretora de dublagem, Alberto Elias como técnico de som, e Spyros Saliveros como mixador.
Em 1971, Aluísio convidou o dublador Emerson Camargo a abrir uma filial paulista da Cine Castro, na qual gerenciou até 1973, deixando a nas mãos de José Miziara, que veio do Rio de Janeiro para substitui-lo.
A sede de São Paulo localizava-se no segundo andar de um edifício no bairro do Grajaú, mudando-se posteriormente para o bairro da Lapa.
Em 1973, a Cine Castro foi vendida para Paulo Amaral, e em 1974, passou a se chamar Televox, o qual a vendeu em 1976, virando Telecine, que fechou em 2006.

## Principais trabalhos dublados pela Cinecastro

### Séries
▪ Série de TV os intocáveis
▪  Thunderbirds (1ª dublagem, redublado posteriormente pela Herbert Richers (estúdio))
- Ultraman (1ª dublagem, redublado posteriormente pela BKS)[carece de fontes?]
- Ultraseven[4]
- O Regresso de Ultraman (Ultraman Jack; 1971)[5]
- Vingadores do Espaço (Magma Taishi; 1966) [6]

### Desenhos e Animes
- Josie e As Gatinhas[7] (exibido pela Rede Bandeirantes)
- Josie e as Gatinhas no Espaço [8]
- Moby Dick [7]
- O Poderoso Mightor [7]
- O Urso do Cabelo Duro [7]
- Os Herculoides [8] [9]
- Shazzan [7]
- Fantomas (Ōgon Batto; 1967)[10][11]
- Super Dínamo (Pāman ; 1967)[12][13]
- Shadow Boy (Bōken Shōnen Shadar; 1967)[14][15]
- Curta-metragens de Looney Tunes e Merrie Melodies (1° Dublagem, redublados posteriormente pela Sincrovídeo do final dos anos 80 e início dos anos 90, e pela Herbert Richers da metade dos anos 90 até o início dos anos 2000)
- O Marinheiro Popeye (alguns episódios da Famous Studios)
- Guzula (1° Dublagem, redublado posteriormente pela Herbert Richers sob o nome de Binsky O Dinoceronte)
- Tom e Jerry (1°Dublagem, redublados posteriormente pela Ultra Video)
- Droopy (1°Dublagem, redublado posteriormente pela Double Sound)